# Simon Möginger
Simon Möginger (* n. bek.; † n. bek.) war ein bayerischer Jurist und Politiker.

## Werdegang
Möginger war als Gutsbesitzer in Brunn bei Cham ansässig. Am 16. Februar 1875 rückte er als Nachfolger des verstorbenen Georg Schmidbauer in die Kammer der Abgeordneten des Bayerischen Landtags nach, dem er bis zum Ende der Wahlperiode im April 1875 angehörte.